# Inermorostrum
Inermorostrum — рід примітивних зубатих китів із ранніх олігоценових (рупелських) морських відкладень у Південній Кароліні, що належать до родини Xenorophidae.

## Опис і біологія

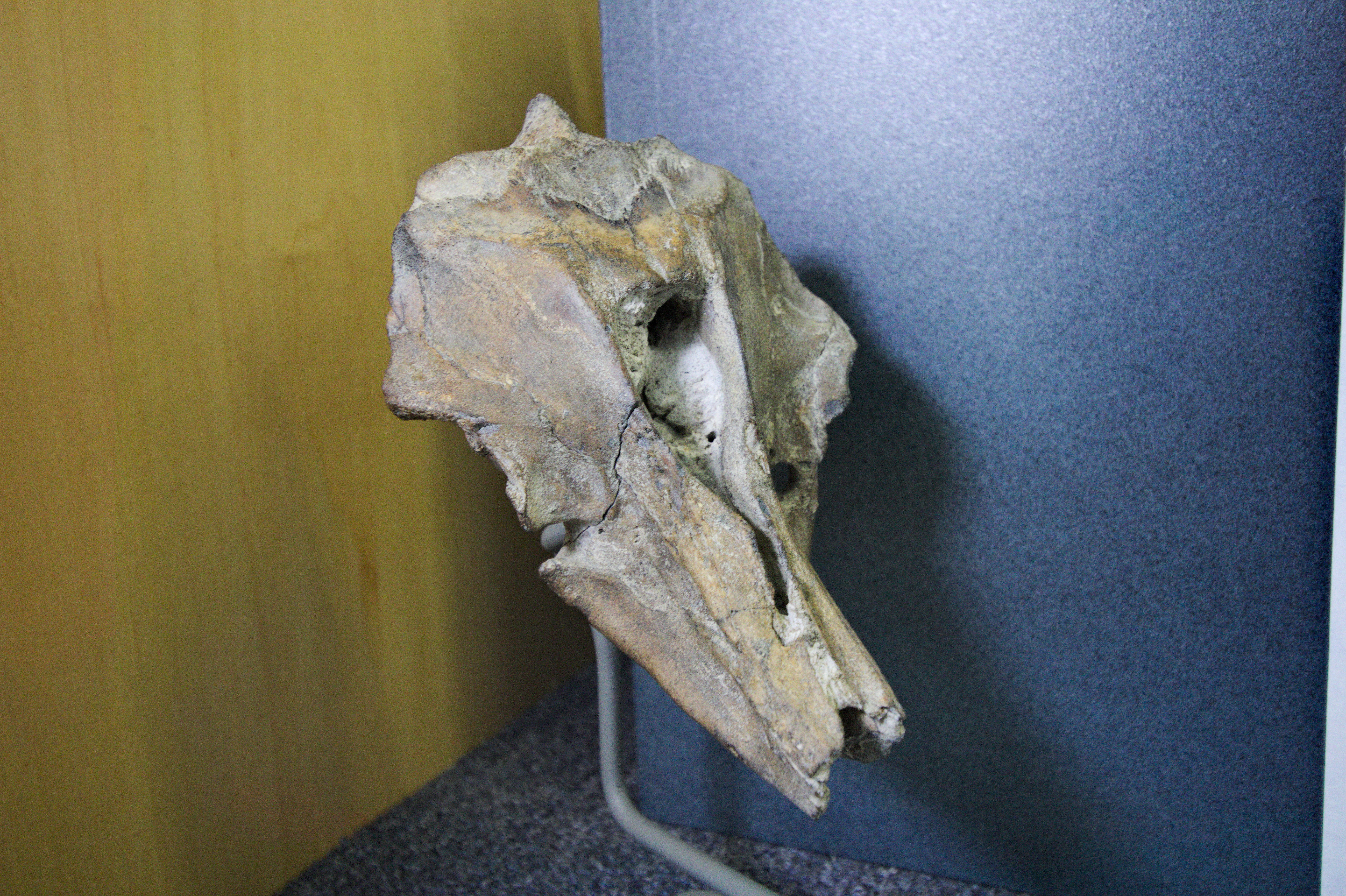
Inermorostrum, Музей природної історії Мейса Брауна

Inermorostrum значною мірою відрізняється від інших ксенорофіідів тим, що має значно зменшений рострум, позбавлений функціональних зубів. Короткий беззубий рострум є незвичним для ранніх зубатих китів, що показує, що Inermorostrum в основному полював на кальмарів та інших морських безхребетних за допомогою всмоктування.